# Bonsmoulins
Bonsmoulins és un municipi francès situat al departament de l'Orne i a la regió de Normandia. L'any 2007 tenia 219 habitants.

## Demografia

### Població
El 2007 la població de fet de Bonsmoulins era de 219 persones. Hi havia 84 famílies de les quals 20 eren unipersonals (12 homes vivint sols i 8 dones vivint soles), 32 parelles sense fills i 32 parelles amb fills.
La població ha evolucionat segons el següent gràfic:
Habitants censats

### Habitatges
El 2007 hi havia 134 habitatges, 85 eren l'habitatge principal de la família, 40 eren segones residències i 9 estaven desocupats. Tots els 132 habitatges eren cases. Dels 85 habitatges principals, 70 estaven ocupats pels seus propietaris, 14 estaven llogats i ocupats pels llogaters i 1 estava cedit a títol gratuït; 2 tenien una cambra, 5 en tenien dues, 13 en tenien tres, 22 en tenien quatre i 43 en tenien cinc o més. 59 habitatges disposaven pel capbaix d'una plaça de pàrquing. A 44 habitatges hi havia un automòbil i a 38 n'hi havia dos o més.

### Piràmide de població
La piràmide de població per edats i sexe el 2009 era:
| Homes | Edats   | Dones |
| ----- | ------- | ----- |
| 0     | 95 o +  | 0     |
| 0     | 90 a 94 | 0     |
| 0     | 85 a 89 | 0     |
| 8     | 80 a 84 | 0     |
| 0     | 75 a 79 | 4     |
| 0     | 70 a 74 | 4     |
| 8     | 65 a 69 | 0     |
| 8     | 60 a 64 | 4     |
| 0     | 55 a 59 | 8     |
| 12    | 50 a 54 | 4     |
| 4     | 45 a 49 | 12    |
| 8     | 40 a 44 | 8     |
| 8     | 35 a 39 | 20    |
| 16    | 30 a 34 | 8     |
| 4     | 25 a 29 | 4     |
| 4     | 20 a 24 | 8     |
| 4     | 15 a 19 | 4     |
| 4     | 10 a 14 | 12    |
| 24    | 5 a 9   | 8     |
| 8     | 0 a 4   | 20    |

## Economia
El 2007 la població en edat de treballar era de 137 persones, 93 eren actives i 44 eren inactives. De les 93 persones actives 88 estaven ocupades (48 homes i 40 dones) i 5 estaven aturades (3 homes i 2 dones). De les 44 persones inactives 16 estaven jubilades, 14 estaven estudiant i 14 estaven classificades com a «altres inactius».

### Ingressos
El 2009 a Bonsmoulins hi havia 90 unitats fiscals que integraven 234 persones, la mediana anual d'ingressos fiscals per persona era de 15.979,5 €.

### Activitats econòmiques
Dels 6 establiments que hi havia el 2007, 1 era d'una empresa extractiva, 1 d'una empresa de comerç i reparació d'automòbils, 1 d'una empresa d'hostatgeria i restauració, 1 d'una empresa immobiliària, 1 d'una empresa de serveis i 1 d'una entitat de l'administració pública.
L'únic servei als particulars que hi havia el 2009 era una agència immobiliària.
L'any 2000 a Bonsmoulins hi havia 8 explotacions agrícoles.

## Poblacions més properes
El següent diagrama mostra les poblacions més properes.